# Operace Bin Nun
Operace Bin Nun (hebrejsky: מבצע בן נון, Mivca Bin Nun, nazýváno též Mivca Bin Nun Alef, מבצע בן נון א׳, Operace Bin Nun A) byla vojenská akce izraelské armády provedená v květnu 1948 během první arabsko-izraelské války, v době krátce po konci britského mandátu nad Palestinou a vzniku státu Izrael. Byla součástí bitev o Latrun vedených s cílem ovládnutí přístupového koridoru z pobřežní planiny do Jeruzaléma a výšiny Latrun. Skončila izraelským neúspěchem.

## Dobové souvislosti
V listopadu 1947 přijala OSN plán na rozdělení Palestiny. Podle tohoto plánu měl být britský mandát nad Palestinou nahrazen dvěma samostatnými státy: židovským a arabským. V důsledku emocí předcházejících konci britského mandátu se v letech 1947-1948 rozpoutala občanská válka v Palestině mezi Židy a Araby, která se v měsících a týdnech před koncem mandátu zostřovala. Součástí této občanské války bylo i obléhání Jeruzaléma, jehož židovská populace byla stále více odříznuta od zásobování z pobřežní nížiny kvůli arabským útokům ve vesnicích v Judských horách, zejména ve strategické soutěsce Ša'ar ha-Gaj (Báb al-Vád). Touto soutěskou také vedl vodovod do Jeruzaléma. Situaci obležených Židů dočasně zlepšila Operace Nachšon, která na jaře 1948 na několik dnů otevřela cestu zásobovacím koridorům. Následovala Operace Makabi. Latrun ale nadále zůstával v arabském držení.

## Průběh operace

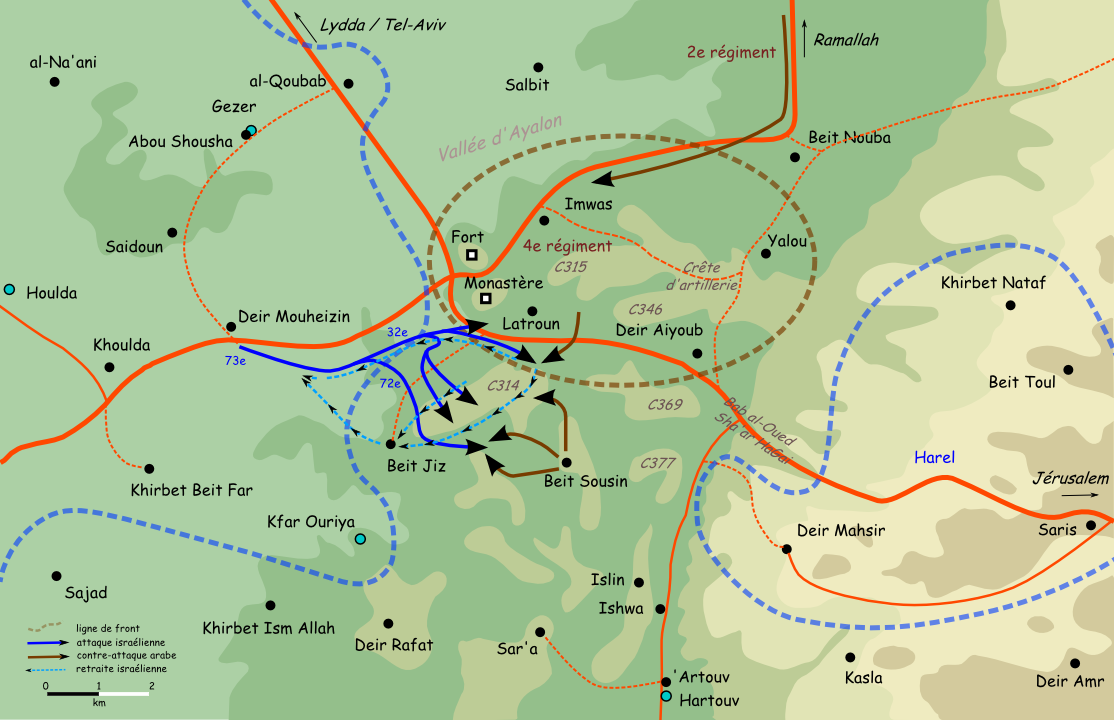
Oblast Latrunu 24. května 1948, Operace Bin Nun

Operace Bin Nun byla prvním přímým útokem na Latrun po vzniku státu Izrael. Byla tehdy vytvořena nová 7. obrněná brigáda, které velel Šlomo Šamir. Její součástí byl útvar, kterému velel Chajim Laskov. Významnou složku mužstva nové brigády tvořili noví židovští imigranti, přeživší holokaust, kteří právě tehdy začali masově přicházet z internačních táborů na Kypru. Měli jen zběžný výcvik a nebyli připraveni na místní klima, včetně horkého větru chamsin. 7. brigáda měla provést hlavní úder z pobřežní nížiny, dobýt Latrun a postupovat směrem na Ramalláh, čímž měla ulehčit obléhanému Jeruzalému. Měla jí pomoci Brigáda Alexandroni a také Brigáda Harel, která měla útočit severně od vesnice Kirjat Anavim a od soutěsky Ša'ar ha-Gaj. 23. května byla 7. brigáda soustředěna v oblasti vesnic Chulda a Na'an. Konvoj připravený na povel vyrazit do Jeruzaléma se zásobami stál připraven v základně Ekron, dnes letecká základna Tel Nof. Chystaný útok musel být o 24 hodin odložen. Mezitím posílila Arabská legie své pozice na Latrunu. Velel jí zde Habis el-Madžali.
Místo útoku prováděném ve tmě se Brigáda Alexandroni a 7. pancéřová brigáda dostala na výchozí útočné pozice až ve 4 hodiny ráno 23. května. Arabská legie dokázala útočníky odrazit. Židovští vojáci byli vystaveni intenzivní střelbě a museli se s četnými ztrátami stáhnout. Padly desítky mužů a stovky byly zraněny. Arabské dobrovolnické síly navíc ovládly arabské vesnice Bajt Džiz a Bajt Susin, u kterých se přitom předpokládalo, že jsou vylidněné, a působili Izraelcům další škody. Ve výrazném horku byly izraelské vojenské síly dále oslabovány. Oběti byly vysoké zejména mezi špatně vycvičenými novými imigranty. 26. května navíc Arabové obsadili takzvaný Radarový vrch (Giv'at ha-Radar) v místech dnešního města Har Adar, který umožňoval ze severu kontrolovat pohyb mezi Jeruzalémem a Latrunem.
Operaci připomíná název nedaleké zemědělské vesnice Kfar Bin Nun.